# Yang Chuan-Kwang
Yang Chuan-kwang, o C.K. Yang (en xinès 杨传广 楊傳廣) (Taitung, 10 de juliol 1933 - Los Angeles, 27 de gener 2007) fou un atleta de la República de la Xina especialista en decatló.
Conegut com l'home de ferro d'Àsia, Yang guanyà la medalla d'or al decatló dels Jocs Asiàtics de 1954. Quatre anys després repetí medalla d'or en decatló, a més de dues d'argent en 110 metres tanques i salt de llargada, i una de bronze en 400 metres tanques.
Als Jocs Olímpics de Melbourne de 1956 fou vuitè en decatló, però als Jocs de Roma 1960, amb dura lluita amb el seu company de la Universitat d'UCLA Rafer Johnson, guanyà la medalla d'argent. Als Jocs de 1964 acabà en cinquena posició.